# Atjehklasse

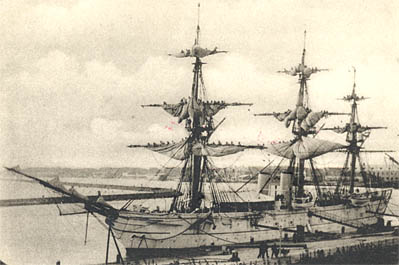
Zr. Mr. Tromp
bron: Koninklijke Marine

De Atjehklasse was een Nederlandse serie schroefstoomschepen 1e klasse. In het Engels worden deze schepen ook wel unprotected cruisers genoemd, dus in het Nederlands kruisers zonder pantser. De klasse is vernoemd naar het eerste schip uit de klasse de Atjeh die in 1876 in dienst werd genomen. Alle schepen van de Atjehklasse zijn gebouwd door de Rijkswerf uit Amsterdam.
De schepen van de Atjehklasse hadden een waterverplaatsing van 3440 tot 3728 ton, waren 92 meter lang en 12,5 meter breed. De diepgang was 6,5 à 7 meter. De bewapening bestond uit acht kanonnen met een kaliber van 12cm en 14 kanonnen van 3,7cm naast nog wat kleiner geschut. De Van Speijk en Tromp waren iets beter bewapend en hadden zes kanonnen van 17 cm.
De schepen waren uitgerust met zeilen en een stoommachines die een schroef aandreef. De zeilen werden vaker gebruikt dan de stoomwerktuigen. Al snel werd duidelijk dat het ontwerp niet voldeed, de schepen waren op een oud militair concept ontworpen en verloren snel hun strijdwaarde. Andere landen waren overgegaan op pantserschepen waarbij vitale beter beschermd werden, met meer waterdichte schotten en die een hogere vaarsnelheid konden behalen. De schepen van de Atjehklasse schoten in al deze opzichten tekort.

## Schepen
- Zr. Ms. Atjeh (1876 - ????)[1]
- Zr. Ms. Tromp (1877 - 1904)[3]
- Zr.Ms. Koningin Emma der Nederlanden (1880 - 1940)[4]
- Zr. Ms. De Ruyter (1880 - 1900)[5]
- Zr. Ms. Van Speijk (1882 - 1940)[6]
- Zr. Ms. Johan Willem Friso (1886 - ????)[1]